# 헬렌 레디
헬렌 맥신 레먼드 레디(영어: Helen Maxine Lamond Reddy, 1941년 10월 25일 ~ 2020년 9월 29일)는 오스트레일리아의 가수이다.